# Har Hod
Har Hod (hebrejsky: הר הוד) je vrch o nadmořské výšce 804 metrů v severním Izraeli, v Horní Galileji.
Nachází se cca 7 kilometrů severovýchodně od města Karmi'el. Má podobu dílčího, zčásti zalesněného pahorku, který vystupuje nad hranu mohutného terénního zlomu, jenž odděluje náhorní planinu Horní Galileje od údolí Bejt ha-Kerem. Tento svah dosahuje výškového rozdílu přes 400 metrů. Západně odtud je nazýván Matlul Curim a stojí tu další dílčí vrchol Har Šezor. Podél východního okraje kopce do údolí sestupuje vádí Nachal Rama. Na úpatí kopce leží pod tímto srázem Sadžur a dál k jihovýchodu i město Rama, u vrcholu je to vesnice Charašim. Východním směrem mohutný zlom pokračuje již do prostoru předpolí masivu Har Meron (hora Har ha-Ari). Severně od vrcholku se rozkládá mírně zvlněná krajina náhorní planiny Horní Galileji, jíž protéká vádí Nachal Peki'in.